# Alimentation d'antenne
On appelle le système d'alimentation d'antenne ou alimentation d'antenne le câble ou conducteur, et d'autres équipements associés, qui permet de relier un émetteur d'ondes radioélectriques ou un récepteur radio à une antenne radio et rend les deux dispositifs compatibles,. Dans un émetteur radio, l'émetteur génère un courant alternatif de fréquence radio, et le système d'alimentation achemine le courant vers l'antenne, qui convertit la puissance du courant en ondes radio. Dans un récepteur radio, les ondes radio entrantes excitent de minuscules courants alternatifs dans l'antenne, et le système d'alimentation transmet ce courant au récepteur, qui traite le signal reçu.   
Pour transférer efficacement le courant de fréquence radio, la ligne d'alimentation reliant l'émetteur ou le récepteur à l'antenne doit être constitué avec un type de moyen technique spécial respectant les propriétés d'une ligne de transmission. Aux bandes de fréquences micro-ondes, on utilise souvent un guide d'ondes, qui est un tube métallique creux transportant des ondes radio. Dans une antenne parabolique, l'alimentation est généralement définie de manière à inclure l'antenne d'alimentation (cornet d'alimentation) qui émet ou reçoit les ondes radio. En particulier dans les émetteurs, le système d'alimentation est un composant essentiel qui participe à l'adaptation d'impédance de l'antenne, la ligne d'alimentation et l'émetteur. Pour ce faire, le système d'alimentation peut également inclure des circuits appelés dispositif d'accord d'antenne ou réseau d'adaptation d'impédance entre l'antenne et la ligne d'alimentation et entre la ligne d'alimentation et l'émetteur. Sur une antenne, le point d'alimentation est le point de l'élément d'antenne piloté auquel la ligne d'alimentation est connectée.

## Composants
Dans un émetteur, l'alimentation de l'antenne est défini comme l'ensemble des composants entre l'amplificateur final de l'émetteur et le point d'alimentation de l'antenne. Dans un récepteur, il s'agit de l'ensemble des composants entre l'antenne et les bornes d'entrée du récepteur. Dans certains cas, tels que les antennes paraboliques, elle est également définie pour inclure l'élément rayonnant (en) ou le cornet d'alimentation.
Dans certains systèmes radiofréquences, l'antenne est fixée directement à l'émetteur ou au récepteur, comme les antennes fouet montées sur les talkies-walkies et les radios FM portables, les antennes dipôles à manche des routeurs Wi-Fi et les antennes PIFA (en) à l'intérieur des téléphones cellulaires. Dans ce cas, le système d'alimentation consiste simplement en un circuit d'adaptation d'impédance (si nécessaire) entre l'antenne et l'émetteur ou le récepteur, qui adapte l'impédance de l'antenne à la radio.
Dans d'autres cas, l'antenne est installée séparément de l'émetteur ou du récepteur, comme les antennes de télévision et les antennes paraboliques montées sur les toits des résidences, les antennes sectorielles (en) sur les antennes-relais de téléphonie mobile des stations de base cellulaires, les antennes radar (en) rotatives dans les aéroports et les tours d'antenne des stations de radio et des stations de télévision. Dans ce cas, l'antenne est reliée à l'émetteur ou au récepteur par un câble du type ligne d'alimentation. Pour transporter efficacement le courant radiofréquences (RF), la ligne d'alimentation est constituée d'un câble spécialisé appelé ligne de transmission. L'avantage de la ligne de transmission est qu'elle présente une impédance caractéristique uniforme afin d'éviter les variations brusques d'impédance qui entraînent la réflexion de l'énergie radioélectrique vers l'arrière de la ligne. Les principaux types de lignes de transmission sont les lignes à fils parallèles (ligne bifilaire ou Twin lead), les câbles coaxiaux et, pour les micro-ondes, les guides d'ondes.

## Ligne d'alimentation
Dans une antenne, la ligne d'alimentation (en anglais : feedline ou feeder) est le câble ou autre ligne de transmission qui relie l'antenne à l'émetteur ou au récepteur radio. Dans une antenne émettrice, elle alimente le courant électrique radiofréquence (RF) de l'émetteur vers l'antenne, où il est émis sous forme d'ondes radios. Dans une antenne réceptrice, elle transfère la tension du signal RF induite dans l'antenne par l'onde radio reçue vers le récepteur.
En particulier avec une antenne d'émission, la ligne d'alimentation est un composant critique qui doit être ajusté pour fonctionner correctement avec l'antenne et l'émetteur. Chaque type de ligne de transmission possède une impédance caractéristique spécifique. Celle-ci doit être adaptée à l'impédance de l'antenne et de l'émetteur, afin de transférer efficacement la puissance à l'antenne. Si ces impédances ne sont pas adaptées, cela peut provoquer des ondes stationnaires sur la ligne d'alimentation, dans lesquelles l'énergie RF est réfléchie vers l'émetteur, ce qui gaspille de l'énergie et peut faire surchauffer l'émetteur. Ce réglage est effectué à l'aide d'un dispositif appelé syntoniseur d'antenne dans l'émetteur, et parfois d'un réseau d'adaptation au niveau de l'antenne. Le degré de désadaptation entre la ligne d'alimentation et l'antenne est mesuré par un appareil de mesure appelé TOS-mètre (en) (mesureur de taux d'ondes stationnaires), qui mesure au choix soit le taux d'ondes stationnaires ou soit le rapport d'ondes stationnaires (ROS ou en anglais : SWR) sur la ligne.
| Type de câble                     | Impédance nominale (Ω) | Coefficient de vélocité (en) (% c)   |
| --------------------------------- | ---------------------- | ------------------------------------ |
| Câble RF                          | 50 Ω                   | 66% (ligne pleine) 80% (ligne aérée) |
| Câble vidéo                       | 75 Ω                   | 66% (ligne pleine) 80% (ligne aérée) |
| Ligne bifilaire ligne ruban       | 300 Ω                  | 82%                                  |
| window line                       | 450 Ω                  | 95%~99%                              |
| ladder line ligne filaire ouverte | 500~600 Ω              | 95%~99%                              |

### Ligne bifilaire outwin-lead
Le câble bifilaire est utilisé pour connecter les radio FM et les récepteurs de télévision à leurs antennes, bien qu'il ait été largement remplacé dans cette dernière application par le câble coaxial, et comme ligne d'alimentation pour les émetteurs de faible puissance tels que les émetteurs de radio amateur. Il se compose de deux fils conducteurs parallèles l'un à l'autre avec un espacement constant, moulés dans du polyéthylène isolant dans un câble plat en forme de ruban. La distance entre les deux fils est faible par rapport à la longueur d'onde du signal RF transporté sur le fil. Le courant RF dans un fil est égal en amplitude et opposé en direction au courant RF sur l'autre fil. Ainsi, loin de la ligne, les ondes radio rayonnées par un fil seront opposées en phase et annuleront les ondes rayonnées par l'autre fil.
Pour la même raison, les fils jumelés sont également largement immunisés contre le bruit radio (en) et les interférences radioélectriques (RFI), tant que les deux fils sont maintenus à égale distance de tout objet métallique de grande taille ou d'autres fils parallèles. Toute onde radio externe indésirable induit des courants de même amplitude dans la même direction (en phase) sur les deux fils. Comme l'entrée du récepteur est équilibrée et ne répond qu'aux courants différentiels (opposés), les courants de bruit sont annulés.
Le câble bifilaire est communément reconnu comme un type de "ligne symétrique", mais il faut faire preuve de bon sens : tous les types de câblage, qu'il s'agisse de fils parallèles ou de câbles coaxiaux, peuvent transporter un courant équilibré, et tous peuvent transporter un courant déséquilibré, qui rayonnera. Pour cette raison, chaque type de ligne d'alimentation nécessite une certaine attention pour la rendre "équilibrée", et peut devenir "déséquilibrée" si elle est négligée ; tous doivent être alimentés par un courant équilibré et connectés à travers des baluns de type courant (ou "isolateurs de ligne") en quelques points le long de la ligne, pour éliminer le bruit apporté par le courant déséquilibré.

### Câble coaxial

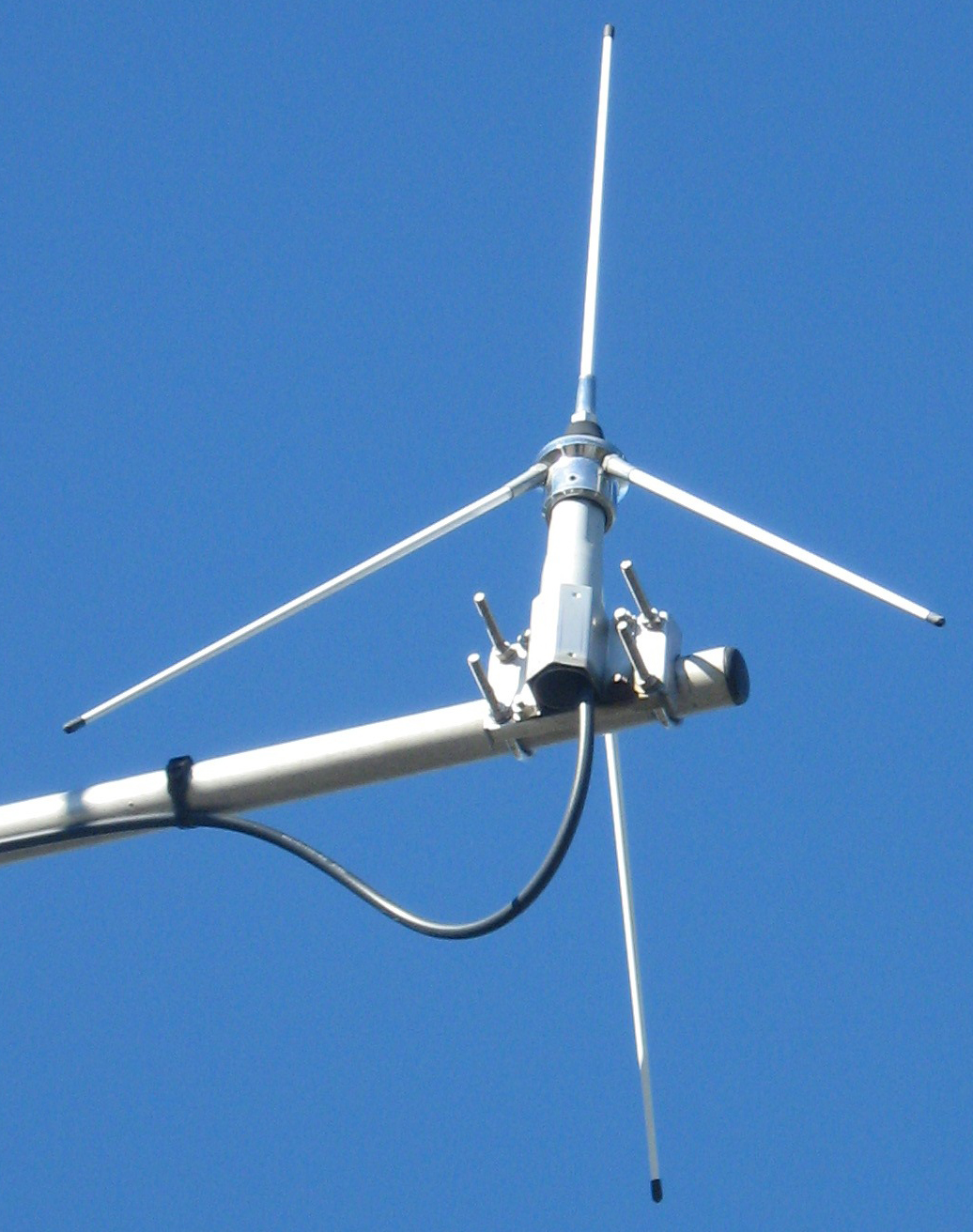
Câble d'alimentation coaxial sortant d'une antenne ground plane VHF.

Le câble coaxial est probablement le type de ligne d'alimentation le plus répandu, utilisé pour les fréquences inférieures aux micro-ondes (SHF). Il se compose d'un conducteur central et d'un "blindage" métallique tressé ou solide, généralement en cuivre ou en aluminium, qui l'entoure. Le conducteur central est séparé du blindage extérieur par un diélectrique, généralement une mousse plastique, afin de maintenir la séparation entre les deux conducteurs à un niveau constant. Le blindage est recouvert d'une gaine isolante extérieure en plastique. Dans les câbles coaxiaux durs, utilisés pour les applications de transmission à haute puissance telles que les émetteurs de télévision, le blindage est un tuyau métallique rigide ou flexible contenant un gaz comprimé tel que l'azote, et le conducteur interne est maintenu centré à l'aide d'entretoises périodiques en plastique.
Le coaxial est appelé "ligne asymétrique", car le conducteur de blindage est généralement connecté à la masse électrique, mais les courants qui circulent le long du conducteur central sont équilibrés par des courants opposés qui parcourent la surface intérieure du blindage ; seul le courant qui circule sur la surface extérieure du blindage coaxial est réellement déséquilibré. Si ce courant peut être bloqué, le câble coaxial devient alors une "ligne symétrique". Le grand avantage du câble coaxial est que le conducteur de blindage qui l'entoure isole les courants internes du câble des champs électromagnétiques externes. Si les courants circulant sur la surface externe sont bloqués, le câble coaxial n'est pas affecté par les objets métalliques proches et est immunisé contre les interférences.

### Guide d'ondes

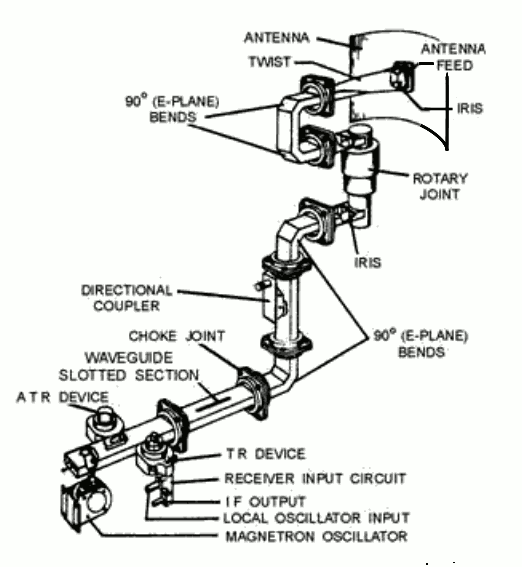
Alimentation complexe d'une antenne radar militaire par un guide d'ondes.

Le guide d'ondes est utilisé aux fréquences micro-ondes (SHF), pour lesquelles les autres types de lignes d'alimentation présentent des pertes de puissance excessives. Un guide d'ondes est un conducteur ou un tuyau métallique creux. Il peut avoir une section circulaire ou carrée. Les guides d'ondes sont parfois pressurisés avec de l'azote pour empêcher l'humidité d'y pénétrer. Par analogie, on peut considérer que le signal RF se déplace dans le guide de la même manière que le son se déplace dans un tube. Les parois métalliques l'empêchent de rayonner de l'énergie vers l'extérieur et empêchent également les interférences de pénétrer dans le guide d'ondes. En raison du coût et de la maintenance qu'implique un guide d'ondes, les antennes micro-ondes ont souvent uniquement l'étage de sortie de l'émetteur ou le frontal RF (en) du récepteur situé sur l'antenne, et le signal est acheminé vers ou depuis le reste de l'émetteur ou du récepteur à une fréquence plus basse, à l'aide d'un câble coaxial.
Un guide d'ondes est considéré comme une ligne de transmission asymétrique.

## Adaptation d'impédance
Les bornes de sortie de l'émetteur, la ligne de transmission et l'antenne ont chacune une impédance caractéristique spécifique, qui est le rapport entre la tension électrique et le courant électrique aux bornes de l'appareil. Pour transférer une puissance maximale entre l'émetteur et l'antenne, l'émetteur et la ligne d'alimentation doivent être adaptés en impédance  à l'antenne. Cela signifie que l'émetteur et l'antenne doivent avoir la même résistance et une réactance égale mais opposée. Si cette condition est remplie, l'antenne absorbera toute la puissance fournie par la ligne d'alimentation. Si les impédances à chaque extrémité de la ligne ne sont pas adaptées, cela provoquera une condition appelée "ondes stationnaires" (TOS élevé) sur la ligne d'alimentation, dans laquelle une partie de la puissance RF n'est pas rayonnée par l'antenne mais est réfléchie vers l'émetteur, ce qui gaspille de l'énergie et risque de faire surchauffer l'émetteur. La plupart des émetteurs ont une impédance de sortie standard de 50 ohm, conçue pour alimenter un câble coaxial de 50 ohm.
L'émetteur est adapté à la ligne d'alimentation par un dispositif appelé adaptateur d'antenne, unité d'accord d'antenne ou réseau d'adaptation, qui peut être un circuit dans l'émetteur ou un équipement séparé connecté entre l'émetteur et la ligne d'alimentation,. Il peut y avoir un autre réseau d'adaptation entre l'antenne et la ligne d'alimentation, pour adapter la ligne d'alimentation à l'antenne.
Dans les appareils sans fil grand public qui fonctionnent à des fréquences fixes, le réseau d'adaptation n'est pas réglable et est enfermé dans le boîtier de l'appareil. Dans les grands émetteurs comme les stations de radiodiffusion et les émetteurs qui peuvent fonctionner sur différentes fréquences comme les stations à ondes courtes, le syntoniseur d'antenne est réglable. Les changements de fréquence de l'émetteur ou les réglages de l'étage de sortie de l'émetteur ou de l'antenne modifient généralement l'impédance, de sorte qu'après toute intervention sur l'émetteur ou l'antenne, le TOS doit être vérifié et le réseau d'adaptation ajusté. Pour régler le réseau d'adaptation, l'instrument le plus simple pour mesurer le degré de désadaptation entre la ligne d'alimentation et l'antenne s'appelle un mesureur de ROS (mesureur de rapport d'ondes stationnaires ou TOS-mètre), qui indique le rapport d'ondes stationnaires (ROS) sur la ligne : le rapport entre la tension ou le courant maximal et minimal adjacent sur la ligne. Un rapport de 1:1 indique une correspondance d'impédance, ce qui signifie que la charge est complètement résistive, de sorte que toute la puissance est absorbée et qu'aucune n'est réfléchie. Un rapport plus élevé indique une inadéquation et une puissance réfléchie. Le réseau d'adaptation est ajusté jusqu'à ce que le TOS soit inférieur à une limite acceptable. D'autres instruments plus avancés sont les ponts d'impédance et les analyseurs d'antenne (en).
Étant donné que dans un émetteur à impédance adaptée, la résistance de source de l'émetteur est égale à l'impédance de la ligne d'alimentation et à la résistance de charge de l'antenne, et que les deux sont en série sur la ligne d'alimentation et consomment la même puissance, la puissance maximale qui peut être délivrée à l'antenne est de 50 % de la puissance de sortie de l'émetteur ; les 50 % restants sont dissipés sous forme de chaleur par la résistance de l'étage de sortie de l'émetteur. (La ligne d'alimentation appariée dissipe une petite quantité de puissance à travers une petite résistance, mais la majeure partie de son impédance résistive apparente est simplement la tension nécessaire pour surmonter les réactances inductives et capacitives de la ligne d'alimentation, qui en elles-mêmes ne causent aucune perte).
Dans les récepteurs radio, une inadéquation d'impédance avec l'antenne entraîne une réduction similaire de l'énergie du signal de l'antenne qui atteint le récepteur, ce qui représente également un maximum de 50 % de la puissance du signal intercepté, et la puissance délivrée au récepteur est bien moindre lorsque la ligne est inadaptée et que le TOS est élevé. Cependant, la perte à des fréquences inférieures à 10~20 MHz n'est pas vraiment un problème, car le plancher du bruit thermique dans les récepteurs est bien inférieur au bruit atmosphérique déjà intégré dans le signal, de sorte qu'un signal faible provenant de l'antenne peut simplement être amplifié dans le récepteur pour compenser la puissance perdue en raison d'une mauvaise adaptation, sans le contaminer de manière perceptible par du bruit. Aux fréquences supérieures à 20 MHz, le bruit atmosphérique rayonne librement dans l'espace et est donc suffisamment faible dans les signaux reçus pour approcher le niveau du bruit généré en interne par le récepteur ; à ces fréquences VHF et UHF, l'amplification dégrade le rapport signal/bruit, et l'adaptation de l'impédance du signal de réception est une préoccupation importante pour la réception de signaux faibles.

## Alimentation symétrique et asymétrique
Les lignes de transmission et leurs composants peuvent être classés comme symétriques, dans lesquels les deux côtés de la ligne ont la même impédance à la terre, par exemple les antennes dipôles et les lignes bifilaires, ou asymétriques, dans lesquels un côté de la ligne est connecté à la terre, par exemple les antennes monopôles et les câbles coaxiaux.
Pour connecter des composants symétriques et asymétriques, on utilise un dispositif à deux ports appelé balun. Un balun est un transformateur qui couple des composants de ligne de transmission symétriques et asymétriques. Par exemple, pour alimenter une antenne dipôle à partir d'une ligne d'alimentation asymétrique telle qu'un câble coaxial, la ligne d'alimentation est connectée à l'antenne par l'intermédiaire d'un balun. Sans le balun, la partie non équilibrée du courant circulera à l'extérieur du blindage du câble coaxial, ce qui fera que la surface extérieure du blindage agira comme une antenne.

## Autres composants de l'alimentation
Les alimentations plus complexes peuvent comporter d'autres composants que la ligne d'alimentation et les réseaux d'adaptation :
Une antenne de réception avec une longue ligne d'alimentation peut avoir un amplificateur au niveau de l'antenne, appelé amplificateur faible bruit (LNA), qui augmente la puissance des signaux radio faibles pour compenser l'atténuation dans la ligne d'alimentation.
Dans le domaine des fréquences micro-ondes, les types ordinaires de lignes de transmission présentent des pertes de puissance importantes, de sorte que pour limiter les pertes, les micro-ondes doivent être transportées par un guide d'ondes, qui conduit les ondes radio. En raison du coût élevé et des exigences en matière de maintenance, les longs guides d'ondes sont évités, et les antennes paraboliques utilisées aux fréquences des micro-ondes ont souvent la partie frontale RF du récepteur, ou des parties de l'émetteur, situées au niveau de l'antenne. Par exemple, dans les antennes paraboliques, le cornet d'alimentation de l'antenne qui collecte les micro-ondes est relié à un circuit appelé bloc convertisseur abaisseur de fréquence universel à faible bruit (LNB ou LNC), qui convertit la fréquence élevée des micro-ondes en une fréquence intermédiaire plus basse, de sorte qu'elle puisse être acheminée dans le bâtiment à l'aide d'un câble coaxial moins coûteux.
Les antennes de radar et de communications par satellite peuvent traiter des ondes radio de plusieurs fréquences et de polarisations multiples, et peuvent être utilisées à la fois comme antennes d'émission et de réception, de sorte que le système d'alimentation transporte des signaux radio voyageant dans les deux sens. Par conséquent, ces antennes ont souvent des alimentations plus complexes qui comprennent des composants spécialisés tels que
- les coupleurs directionnels, qui couplent les ondes radio se déplaçant dans une direction mais pas dans l'autre, afin de séparer le signal reçu du signal transmis ;
- les polariseurs qui laissent passer les ondes radio d'une seule polarisation ;
- les transducteurs orthomodes qui combinent ou séparent les signaux radio de différentes polarisations ;
- les diplexeurs qui combinent ou séparent deux fréquences différentes ;
- les modules de déphasage (en), qui modifient la phase des ondes radioélectriques ;
- les commutateurs en guide d'ondes ;
- les joints rotatifs en guide d'ondes (en).

Une antenne réseau ou réseau d'antennes se compose de plusieurs antennes connectées à un seul émetteur ou récepteur qui travaillent ensemble pour émettre ou recevoir les ondes radio. Les systèmes d'alimentation des antennes-réseaux sont naturellement plus complexes que ceux des antennes simples. Le réseau d'alimentation doit répartir la puissance de l'émetteur de manière égale entre les antennes. Pour émettre une onde plane, les antennes individuelles (éléments) d'un réseau d'émission doivent être alimentées en courant avec une relation phase spécifique. De même, pour les réseaux de réception, les courants de chaque élément peuvent devoir être déphasés afin de se combiner en phase dans le récepteur. Cela peut nécessiter un réseau de déphasage (en) à chaque élément. Dans les antennes réseau à commande de phase, un type d'antenne réseau dans lequel le faisceau peut être orienté électroniquement dans différentes directions, chaque élément d'antenne est alimenté en courant par un déphaseur programmable, qui est contrôlé par un ordinateur.